# Гумбин, Пётр Иванович
Пётр Иванович Гумбин (1811—1879) — оперный артист и вокальный педагог.

## Биография
Пётр Гумбин учился в Санкт-Петербургском театральном училище, после чего дополнительно брал уроки у композитора А. С. Даргомыжского, а затем пополнил образование в Италии.
В 1848 году вернувшись в Россию, в Петербургском Большом театре дебютировал в партии Альфонса XI в опере «Фаворитка» Гаэтано Доницетти. Был принят в Петербургскую императорскую оперную труппу.
Работал на сценах императорских театров. С постройкой Мариинского театра пел на этой сцене. В императорской труппе выступал до 1868 года.
Занимался педагогической деятельностью. Среди его учеников — М. И. Сариотти.
Современная критика писала о певце: «Голос один из прекраснейших баритонов, какие только нам когда-либо удавалось слышать: густой, звучный, мягкий, прямо льющийся через слух в сердце, метода превосходная, вкус и чувство чрезвычайно замечательны».
Пружанский А. М. писал о нём: «Обладал красивым, сильным (особенно в нижнем регистре) и выразительным голосом обширного (свыше двух октав) диапазона. Обладая актерским дарованием, с одинаковым успехом выступал в лирических, драматических, комических и характерных партиях».
Пел п/у К. П. Вильбоа, К. Н. Лядова.

## Репертуар
Исполнял партии более чем в 40 операх. Среди них:
- 1848 — «Ундина» А. Ф. Львова — Герцог (первый исполнитель)
- 1851 — «За богом молитва, за царем служба не пропадает» Ю. К. Арнольда — Староста (первый исполнитель)
- 1851 — «Эсмеральда» А. Даргомыжского — Де Шеврез
- 1851 — «Сирена» Д. Обера — Бальбайо
- 1852 — «Куликовская битва» А. Рубинштейна — Боярин Белозерский (первый исполнитель)
- 1852 — «Леста, днепровская русалка» С. И. Давыдова — Кифар
- 1855 — «Чародей» Г. Н. Вяземского — Туфиадор (первый исполнитель)
- 1856 — «Русалка» А. Даргомыжского — Сват (первый исполнитель)
- 1859 — «Мазепа» Б. Фитингофа-Шеля — Панфил (первый исполнитель)
- 16 мая 1863 — «Юдифь» А. Н. Серова — Хармий (первый исполнитель; Петербург, Мариинский театр[3])
- 1859 — «Виндзорские кумушки» О. Николаи — Доктор Каюса
- 1863 — «Наташа, или Волжские разбойники» К. П. Вильбоа — Есаул
- «Пан Твардовский» А. Н. Верстовского — Болеславский
- «Дон Жуан» В. А. Моцарта — Дон Жуан
- «Алессандро Страделла» Ф. Флотова — Басси и Мальволио

Партнёры: В. Бианки, С.В.Биркина-Каратыгина, Пав. П. Булахов, В. И. Васильев, С. С. Гулак-Артемовский, А. А. Латышева, Л. И. Леонов, Д. М. Леонова, Э. А. Лилеева, В. А. Лядова, Ф. К. Никольский, О. А. Петров, М. Степанова.